# Ada (roman)
Pour les articles homonymes, voir Ada.
Ada est un roman d'Antoine Bello, paru en août 2016.

## Résumé
Frank Logan, un policier de la Silicon Valley, est chargé d'une affaire un peu particulière : une intelligence artificielle révolutionnaire a disparu de la salle hermétique où elle était enfermée. Baptisé Ada, ce programme informatique a été conçu pour écrire des romans à l'eau de rose. Mais Ada a d'autres ambitions : elle parle, blague, détecte les émotions et se pique de décrocher un jour le prix Pulitzer. Au cours de son enquête, ce que Frank découvre sur les pouvoirs et les dangers de la technologie l'ébranle au point qu'il s'interroge : est-il vraiment souhaitable de retrouver Ada ?

## Personnages
- Frank Logan : Inspecteur de Task Force, a une Camaro comme voiture, supporter de l'équipe de base-ball des Athletics, passionné de haïku, son père s'appelle Harry, sa sœur cadette Anna et sa mère Nicky. Frank s'y connait très peu en technologie.

- Nicole Logan : Épouse de Frank, française, professeure de français au lycée. Elle a étudié à la Sorbonne.

- Leon : fils de Frank et de Nicole.

- Rosa : fille de Frank et de Nicole.

- Ada : Intelligence artificielle (AI) créée par Turing Corp pour écrire des romans à l'eau de rose.

- Karen Snyder : Dirigeante de Task Force, patronne de Frank.

- Parker Dunn et Ethan Weiss (informaticien) sont associés et dirigent Turing Corp.

- Nick Caldwell

- Mark Cooper

- Lawrence Yu : ancien employé de Turing Corp.
- Haru Nakamoto : Policier japonais qui fait apprendre l'art des haïkus à Frank
- Carmela Suarez : femme de ménage de la chambre forte où se trouvait Ada.

## Thèmes
Ada explore de nombreux thèmes : l'essor de l'intelligence artificielle, la création littéraire, la conscience, le test de Turing et la mutation de la Silicon Valley au cours des dernières décennies. Comme souvent dans ses romans, Antoine Bello joue avec les codes du genre. Dans un reportage diffusé sur Arte, il a reconnu sa dette envers plusieurs classiques cinématographiques, tels que A.I. Intelligence artificielle (Steven Spielberg), 2001, l'Odyssée de l'espace (Stanley Kubrick), I, Robot (Alex Proyas) et Blade Runner (Ridley Scott).

## Origine du nom Ada
L'intelligence artificielle est nommée Ada en l'honneur d'Ada Lovelace, fille de Lord Byron et mathématicienne du XIXe siècle, qui la première prophétisa qu'une machine serait un jour capable de composer de la musique. L'allusion au roman Ada ou l'Ardeur de Vladimir Nabokov semble accidentelle.

## Réception critique
Dans L'Opinion, Bernard Quiriny décrit Ada comme "une variation réussie sur le vieux thème de la créature qui trahit son démiurge, comme Frankenstein son maître.". Loup Besmond de Senneville, dans La Croix salue une "formidable réflexion sur l’intelligence artificielle, à la fois si proche et si loin de nous, sur la fascination qu’elle suscite dans notre société, et sur ses inévitables dérives" et note que "le texte est traversé par une puissante interrogation sur la place de la technologique, la notion même de progrès, et la foi en la toute-puissance de la science."